# 貫
貫（かん）は、尺貫法における質量の基本単位、また江戸時代以前の銀や銭の通貨単位である。
質量単位の貫は、1000匁に当たり、明治時代の1891年度量衡法において正確に 1貫 はキログラム原器の質量の15⁄4倍 (3.75 kg)、と定義された。江戸時代の一貫は分銅および定位貨幣の実測によれば平均して3.736 kgで年代を通じてほぼ一定であったが、江戸時代後期（19世紀以降）にやや増加して3.75 kgを超えたという。
通貨単位の貫は、1000文、100疋に相当する。
これらを区別するため、質量単位の方を貫目（かんめ、一貫分の目方の略）、通貨単位の方を貫文（かんもん）という場合もある。
貫は現代日本では、計量法上の「非法定計量単位」であり、取引・証明に使用することは禁止されている（計量法第8条第1項、罰則は第173条（50万円以下の罰金））。貫の1000分の1である匁は、平仮名表記の「もんめ」として「真珠の質量の計量」に限定して使用することができる。

## 銭1000枚の単位
貫とは本来は大量の銭を携帯するために銭を束ねた道具「銭貫（ぜにつら）」のことで、材質によって糸貫と木貫が存在した。貫の存在は『史記』（平準書）にも記されている。銭の中央に空いている穴に貫や紐を通して（貫（つらぬ）いて）1000枚を1組としておくということがよく行われた（後に行われた短陌の場合は960枚）。魏の李斐が『漢書』の注（武帝紀「算緡銭」）に緡（さし）とは糸で銭を貫く事を指し、1貫が1000枚であったことが記しており、この頃には1貫を銭1000枚とする風習が存在していた（ただし、全てがそうであった訳ではない、後述）。その後、遅くても南北朝時代までに所定の銅銭をまとめた銭貫を1種の通貨単位と認め、通貨単位としての「貫」が成立する。北朝北魏では任城王元澄が熙平年間（516年–518年）に銭を使う時は銭繦（銭貫）にまとめて使う物であると上奏文の中に記し（『魏書』食貨志）、南朝蕭梁では鉄銭発行による物価騰貴によって大同年間（535年–546年）には銭を使う時は鉄銭を荷車に載せてただ貫の数だけを数えてやりとりをしたという（『隋書』食貨志）。このため、6世紀前半が通貨単位「貫」の成立期であったと考えられている。ただし、古くは1000枚を1組とする場合の他に100枚を1組にする方法も存在しており、北朝では前者が、南朝では後者が主として行われていた。すなわち、北朝では今日知られる1貫＝10陌＝1000文（枚）であったが、南朝では1貫＝1陌＝100文（枚）であった。それが1貫＝1000枚に統一されたのは、北朝系の隋による中国統一以後であったと考えられている。

## 質量単位
後に転じてその銭1000枚分の質量が質量単位としての貫となった。日本では、一文銭の目方であることから「匁」（もんめ、元は文目）と呼び、1000匁を1貫とした。すなわち先に匁という単位があって、その1000倍の質量として貫が定められたものである。しかし、メートル条約加入後の1891年に制定された度量衡法では、1貫は国際キログラム原器の質量（1 kg）の 4分の15 (= 3.75 kg) と定義され、匁はその1000分の1と定められた。
尺貫法における他の質量の単位は、以下のようになる。
- 1貫 = 100両 = 1000匁 = 3.75 kg
- 1両 = 10匁 = 37.5 g
- 1匁 = 10分 = 3.75 g
- 1分 = 10厘 = 375 mg
- 1厘 = 10毛 = 37.5 mg
- 1斤 = (16/100)貫 = 600 g
- 1貫文 = 2石（戦国武将の領地を、石高制になるまでは銭による貫高制で表すことがあった）

質量単位としての貫は日本で作られた単位であり、中国では銭（日本の匁に相当）より上の単位として両・斤・担が使用され、貫は使用されていない。ただし、朝鮮では大韓帝国時代の1909年には日本式の度量衡法が定められ、このときに日本の「匁(돈)・貫(관)」ももたらされた。
秤量銀貨の通貨単位としては質量の測定値である貫および匁がそのまま用いられ、こちらは銀1000匁が銀1貫となる。秤量銀貨の通貨単位についての詳細は匁を参照。
現代では、主にかき氷に用いられる1貫目に相当する3.75kgのブロック氷が「貫目氷」の商品名で販売されている。